# MASUMI
MASUMI（マスミ）は、日米両国で活動する女優兼シンガーソングライター。2025年3月20日発売のゲーム『アサシン クリード シャドウズ』で主演キャラクターを担当することが発表されている。

## 経歴

### 音楽活動
ロサンゼルス・カレッジ・オブ・ミュージック卒業後、スウェーデン人アーティストと音楽ユニット「BLOOM」を結成。グラミー賞受賞プロデューサーJJ BlairとのEP制作を経て、2014年には日本ツアーを実施し、ネイザン・イーストの支援を受けて全国7都市を巡演。
2015年NAMMショーでは、モービーのフロントアクトを務めた。2020年リリースのシングル「Run Baby, Run」は主要音楽配信プラットフォームで10万回以上ストリーミングされる。

### 演技キャリア
2022年、ワーナー・ブラザース共同製作の映画『ヤクザ・プリンセス』で主演デビュー。日本刀術と格闘技を6ヶ月間特訓し、スタントシーンの大半を自ら演じた。Netflix配信により注目を集めた。
2025年発売予定のゲーム『アサシン クリード シャドウズ』では、主演キャラクター藤林奈緒江役を担当。モーションキャプチャ技術と英語版声優を兼任する。

## 主な作品

### 音楽
- 「Run Baby, Run」（2020年） - デジタルシングル[2]
- 『Live at NAMM 2015』（2015年） - ライブEP[1]

### 映画
- 『ヤクザ・プリンセス』（2022年） - 主演・アケミ役[3]

### ゲーム
- 『アサシン クリード シャドウズ』（2025年） - 主演キャラクター（モーションキャプチャ兼英語版声優）[3]

## 人物
- 多文化背景：ロサンゼルス生まれ、東京・ダラスで育った経歴を持つ[3]
- 身体能力：日本刀術と格闘技の訓練経験を活かしたアクション演技が特徴[3]
- 言語能力：日英完全バイリンガル[3]